# Prenocefal
Prenocefal (Prenocephale) – dinozaur z rodziny pachycefalozaurów (Pachycephalosauridae); jego nazwa oznacza stroma głowa.
Żył w epoce późnej kredy (ok. 83-65 mln lat temu) na terenach centralnej Azji. Długość ciała ok. 2-3 m, wysokość ok. 120 cm masa ok. 130 kg. Jego szczątki znaleziono w Mongolii.
Posiadał grube, wysokie sklepienie głowy, zapewne służyło ono do walk z innymi samcami w okresie godowym. Miał sztywny ogon.
Rodzaj obejmuje jeden gatunek, Prenocephale prenes. Zaliczany w przeszłości do tego rodzaju gatunek Prenocephale brevis został ustanowiony przez Schotta i Evansa (2017) gatunkiem typowym odrębnego rodzaju Foraminacephale. Sullivan (2000) zaliczył do rodzaju Prenocephale gatunek Troodon edmontonensis Brown i Schlaikjer (1943), we wcześniejszych publikacjach zaliczany również do rodzaju Stegoceras; jednak Williamson i Carr (2002) uznali za bardziej prawdopodobne jego pokrewieństwo z przedstawicielami rodzaju Sphaerotholus, a Longrich, Sankey i Tanke (2010) wprost zaliczyli ten gatunek do rodzaju Sphaerotholus.
W 2000 Polska Poczta wydała znaczek przedstawiający prenocefala o nominale 1 złotego i 55 groszy.

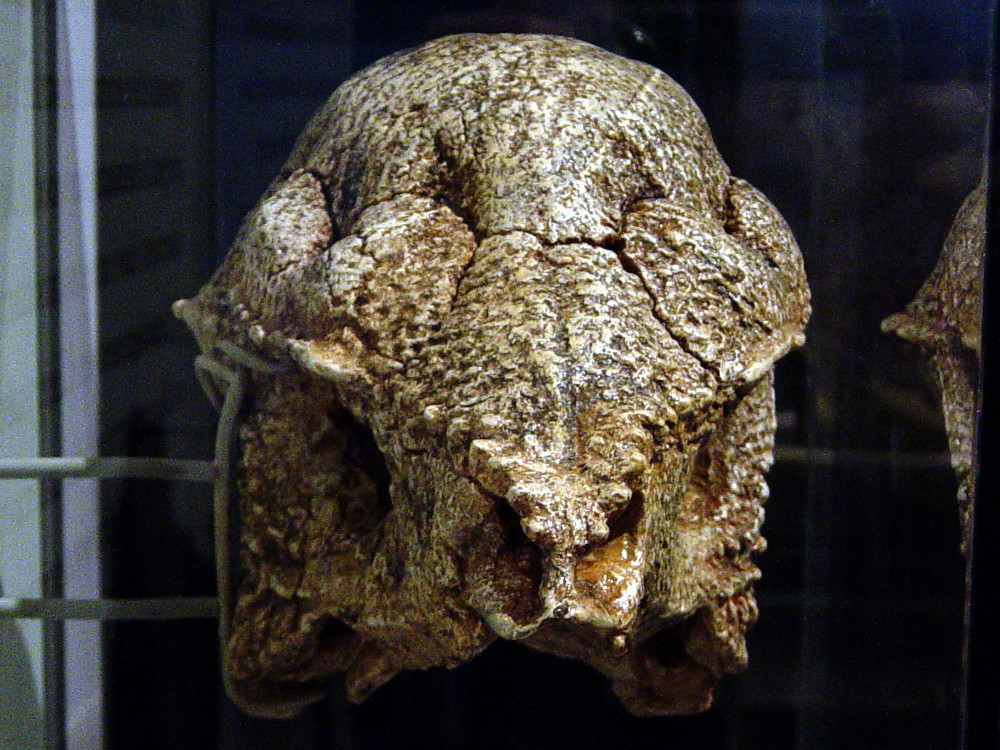
czaszka prenocefala (widok z przodu)
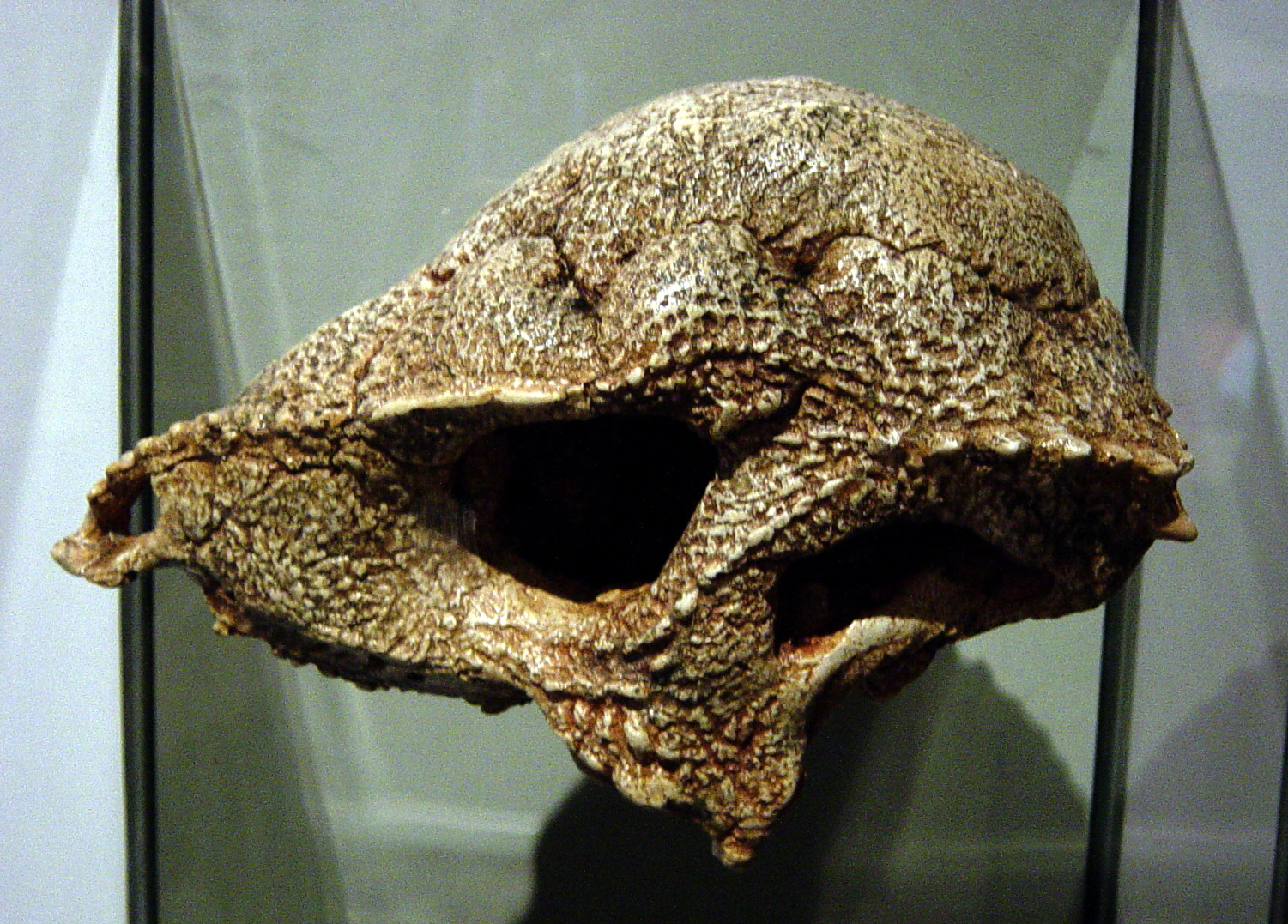
czaszka prenocefala (widok z boku)